# Acamante

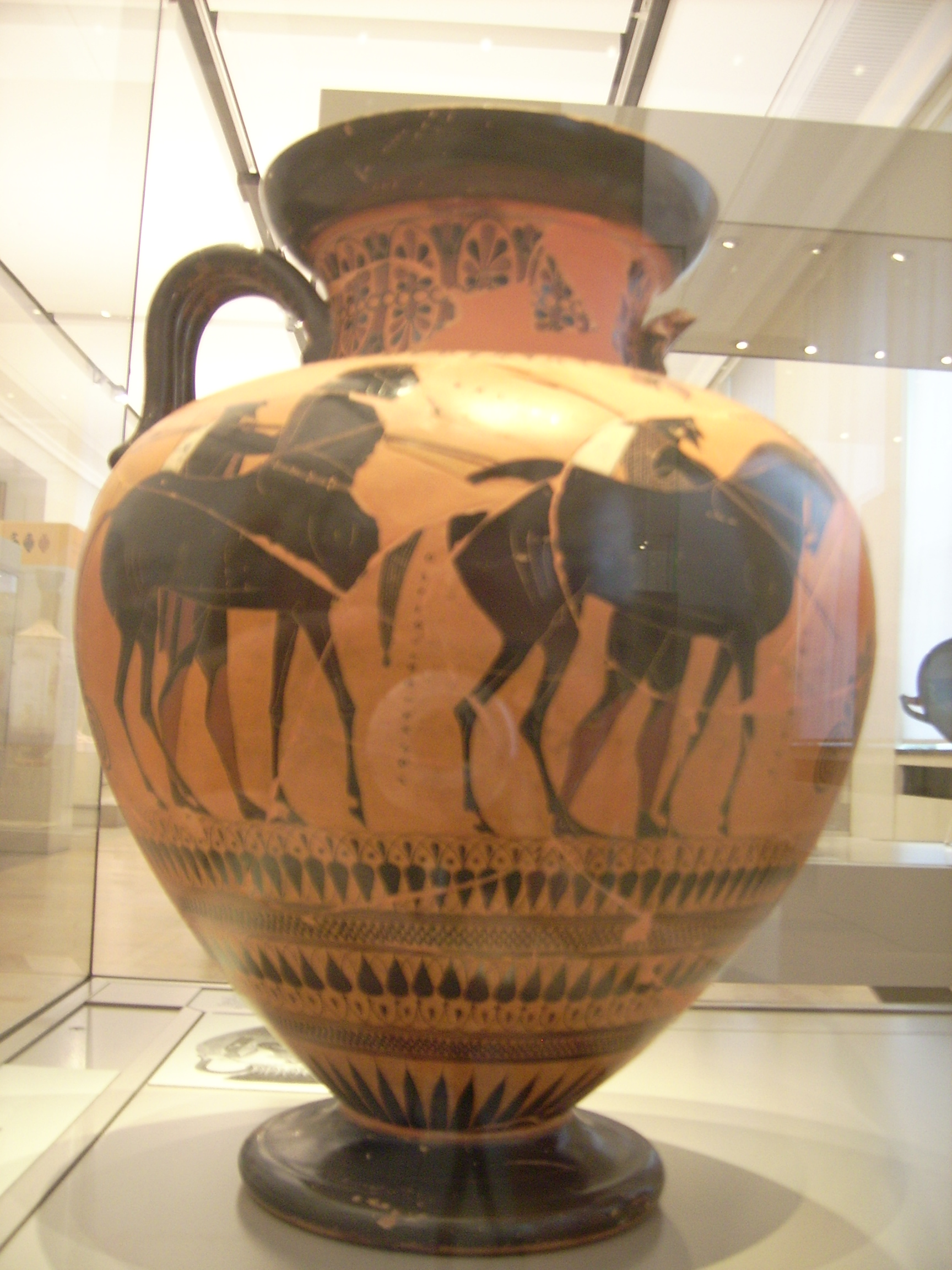
Acamante y Demofonte con sus caballos, ánfora ática firmada por Exequias, c. 540 a. C., Altes Museum (F 1720).

En la mitología griega, Acamante o Acamas (en griego antiguo Ἀκάμας Akámas) es un hijo de Teseo y de Fedra, y hermano de Demofonte.
Antes de la expedición de los griegos contra Troya, Diomedes y él fueron enviados para exigir la entrega de Helena (en la Ilíada, se dice que formaron esa embajada Menelao y Odiseo), pero durante su estancia en la ciudad, Acamante se ganó el afecto de Laódice, hija de Príamo, de la que tuvo un hijo, Múnito, que fue criado por Etra, la abuela de Acamante. Virgilio nombra a Acamante entre los griegos que se encerraron en el Caballo de Troya para tomar la ciudad. Acamante recibió como parte del botín de guerra a la cautiva Clímene. Durante su regreso a Grecia fue detenido en Tracia por su amor Filis, pero después abandonó este país y llegó a la isla de Chipre, donde murió al caer de su caballo sobre su propia espada. No obstante, en otras versiones esta leyenda es la muerte no de Acamante sino de su hermano Demofonte. 
De él reciben sus nombres la montaña de Acamas en la isla de Chipre, la ciudad de Acamantio en Frigia y una tribu de Atenas: los acamántidas. Fue pintado en la lesque de Delfos por Polignoto, y también había una estatua de él en la ciudad.